# 1965년
1965년은 금요일로 시작하는 평년이다.

## 사건
- 2월 15일 - 캐나다의 국기가 변경.
- 2월 18일 - 감비아 독립.
- 6월 22일 - 한일기본조약 조인.
- 7월 26일 - 몰디브 독립.
- 8월 7일 - 미국 의회, 사실상 베트민(월맹)에 대한 선전포고인 '통킹만 결의'를 의결. 이후 미국의 공개적인 군사개입 시작됨.
- 8월 9일 - 싱가포르, 말레이시아로부터 독립.
- 8월 11일 - 미국 로스앤젤레스 와츠지역서 대규모 흑인 폭동 발생.
- 8월 12일 - 대한민국, 민중당 소속 국회의원 61명 한일협정 조인에 반대해 의원직 사퇴서 제출.
- 8월 13일 -대한민국 국회, 야당 불참 속 월남파병 동의안 가결.
- 8월 14일 - 대한민국 국회, 한일협정 비준 동의안 야당 불참 속 가결.
- 8월 22일 - 대한민국,전국 고교생 및 대학생 1만여 명, 한일협정 비준 무효화 요구 시위.
- 8월 25일 - 대한민국 정부, 한일협정 반대 시위 확산되는 고려대학교에 무장군인 투입.
- 8월 26일 - 대한민국 정부, 한일협정 반대시위 확산되자 서울에 위수령(衛戍令) 발동.
- 9월 6일 - 파키스탄, 인도와 전쟁상태 선포.
- 9월 9일 - 중국, 티베트 자치구 성립을 선언.
- 9월 18일 - 경인선(영등포-인천) 복선 개통.
- 9월 21일
  - 감비아, 몰디브, 싱가포르, 유엔 가입.
  - 베트남 전쟁: 대한민국 최초의 월남파견 전투부대인 청룡부대 결단식 포항서 열림.
- 9월 22일 - 대한민국의 중앙일보 창간.
- 10월 9일 - 한국군 첫 전투부대가 베트남에 도착했다.
- 11월 26일 - 프랑스 최초의 인공위성 'A1' 발사

## 문화
- 2월 27일 - 광복회 설립.
- 3월 22일 - 천주교 원주교구 설립.
- 6월 26일 - 동양방송에서 동양FM 라디오를 개국하다.

## 탄생

### 1월
- 1월 1일 - 일본의 애니메이션 감독 마스나리 코지.
- 1월 3일 - 대한민국의 배우 성민수.
- 1월 4일 - 대한민국의 배우 이기철.
- 1월 5일 - 대한민국의 정치인 강기정.
- 1월 6일 - 대한민국의 드라마작가 강희연.
- 1월 8일
  - 대한민국의 전 탁구 선수, 해설가 안재형.
  - 대한민국의 성우 홍성헌.
  - 미국의 배우 미셸 포브스.
- 1월 9일 - 대한민국의 배우 정하완.
- 1월 10일
  - 대한민국의 성우 손종환.
  - 대한민국의 아나운서 신동호.
  - 대한민국의 가수 장호일.
  - 대한민국의 축구 선수 최대식. (~2024년)
  - 일본의 전 축구 선수 히라카와 히로시.
- 1월 11일 - 이탈리아의 유도 선수 조르조 비스마라.
- 1월 12일 - 대한민국의 성우 성유진.
- 1월 16일
  - 대한민국의 가수 및 작사가 겸 작곡가 임형순.
  - 대한민국의 가수 하준.
- 1월 17일 - 대한민국의 배우 오성열. (~2011년)
- 1월 20일
  - 대한민국의 정치인 남경필.
  - 미국의 컨트리 음악가 가스 브룩스.
  - 미국의 가수 존 마이클 몽고메리.
  - 엘리자베스 2세 여왕과 배우자 필립 공의 막내 아들 에드워드 왕자의 부인 에든버러 백작부인 소피.
- 1월 22일
  - 대한민국의 어쿠스틱 기타리스트 이병우.
  - 미국의 배우 다이앤 레인.
  - 영국의 배우 브라이언 맥카디. (~2024년)
- 1월 23일
  - 대한민국의 아나운서 이규원.
  - 대한민국의 관료, 정치인 안도걸.
- 1월 24일 - 독일의 전 축구 선수, 축구 감독 로빈 두트.
- 1월 25일 - 대한민국의 기업인 이호철.
- 1월 27일
  - 대한민국의 배우 견미리.
  - 대한민국의 배우 임대호.
  - 대한민국의 행정공무원 김윤일.
  - 영국의 배우 겸 영화 감독 앨런 커밍.
- 1월 28일
  - 대한민국의 정치인 여영국.
  - 미국 민주당 소속의 정치인 진 섀힌.
- 1월 29일 - 대한민국의 배우 조민수.
- 1월 30일 - 대한민국의 배우 오영실.

### 2월
- 2월 1일
  - 대한민국의 배우 변우민.
  - 대한민국의 농구 선수 이금진.
  - 일본의 게임 음악 작곡가 무라이 세이야.
  - 모나코의 공녀, 자선 사업가 모나코 공녀 스테파니.
- 2월 2일 - 대한민국의 법조인, 헌법재판관 문형배.
- 2월 5일
  - 루마니아의 전 축구 선수, 현 축구 감독 게오르게 하지.
  - 대한민국의 배우 김광인.
- 2월 6일
  - 대한민국의 희극인 김국진.
  - 대한민국의 성우 송덕희.
- 2월 7일 - 미국의 희극인, 배우 크리스 록.
- 2월 9일 - 대한민국의 산업안전보건전문가, 노동운동가, 정치인 한정애.
- 2월 10일
  - 대한민국의 정치인 이장우.
  - 일본의 가수 이노우에 아즈미.
- 2월 13일
  - 대한민국의 가수 이상원.
  - 일본의 성우 유키 히로.
- 2월 14일 - 대한민국의 가수 서진.
- 2월 15일 - 대한민국의 프로듀서 김형일.
- 2월 17일 - 미국의 영화감독 마이클 베이.
- 2월 18일 - 미국의 랩 가수, 프로듀서, 기업인 닥터 드레.
- 2월 19일
  - 미국의 기업인 클라크 헌트.
  - 대한민국의 희극인 팽현숙.
  - 말레이시아의 가수 람라 람.
- 2월 20일 - 대한민국의 배우 박우열.
- 2월 22일 - 대한민국의 정치인 한병환.
- 2월 23일
  - 대한민국의 가수 김종서.
  - 러시아의 축구 선수 발레리 시마로프.
  - 미국의 정치인 밥 퍼거슨.
- 2월 24일 - 독일의 전 축구 선수 한지 플리크.
- 2월 26일 - 일본의 레슬링 선수 아카이시 고세이.
- 2월 27일 - 미국의 배우 노아 에머리히.
- 2월 28일 - 대한민국의 정치인 이광재.

### 3월
- 3월 1일
  - 대한민국의 전 축구 선수, 현 축구 감독 황보관.
  - 대한민국의 공무원, 정치인, 국회의원 이재관.
- 3월 2일 - 대한민국의 가수 정원관.
- 3월 3일 - 세르비아의 전 축구 선수, 현 축구 감독 드라간 스토이코비치.
- 3월 4일 - 영국의 작곡가 존 머피.
- 3월 6일 - 영국의 애니메이션 감독 키세 카즈치카.
- 3월 10일 - 대한민국의 정치인 나순자.
- 3월 11일 - 일본의 기업인 미키타니 히로시.
- 3월 12일
  - 대한민국의 정치인 양정숙.
  - 대한민국의 정신건강의학과 의사 오은영.
- 3월 14일
  - 인도의 배우, 영화감독 아미르 칸.
  - 대한민국의 전 야구 선수, 현 야구 코치 이광우.
  - 미국의 야구 선수 케빈 브라운.
- 3월 15일 - 러시아의 퍼스트 레이디, 경제학자 스베틀라나 메드베데바.
- 3월 16일
  - 대한민국의 요리연구가 김소희.
  - 대한민국의 가수, 건축가 양진석.
- 3월 17일 - 대한민국의 극작가 이민욱.
- 3월 18일 - 대한민국의 금융인, 배우 윤진호.
- 3월 20일 - 일본의 배우 카와타 타에코.
- 3월 21일
  - 대한민국의 성우 구자형.
  - 대한민국의 한의사 정지행.
  - 일본의 성우 야마자키 와카나.
- 3월 23일 - 대한민국의 가수 원미연.
- 3월 24일
  - 대한민국의 배우 신혜수.
  - 미국의 프로레슬링 선수 디 언더테이커.
- 3월 25일 - 미국의 배우 사라 제시카 파커.
- 3월 27일 - 미국의 비디오 게임 디자이너, 프로듀서 빌 로퍼.
- 3월 28일 - 대한민국의 희극인 최홍림.
- 3월 31일 - 대한민국의 국회의원, 문학 전문가, 대학 교수 김근식.

### 4월
- 4월 2일
  - 대한민국의 희극인 배동성.
  - 미국의 화제인물 로드니 킹. (~2012년)
- 4월 4일 - 미국의 배우 로버트 다우니 주니어.
- 4월 5일 - 미국의 기타리스트 마이크 매크리디.
- 4월 6일 - 대한민국의 법학자, 정치인 조국.
- 4월 7일 - 영국의 구족화가, 앨리슨 래퍼
- 4월 9일 - 대한민국의 기자, 앵커, 방송인 박영환.
- 4월 12일
  - 대한민국의 기타리스트 김태원 (부활).
  - 일본의 비디오 게임 음악 작곡가, 키보디스트 카와구치 히로시.
- 4월 14일 - 일본의 프로그래머 마츠모토 유키히로.
- 4월 15일
  - 니제르의 군사 지도자 살루 지보.
  - 대한민국의 정치인 김병욱.
  - 미국의 가수 린다 페리.
- 4월 16일
  - 스페인의 축구 심판 마누엘 메후토 곤살레스.
  - 미국의 배우, 희극인, 영화 감독 마틴 로런스
- 4월 17일
  - 대한민국의 희극인 표인봉.
  - 일본의 성우, 배우 쿠로다 타카야.
- 4월 19일 - 프랑스의 소프라노 가수 나탈리 드세이.
- 4월 21일 - 대한민국의 법조인 고기영.
- 4월 22일 - 미국의 영화 감독, 각본가 로만 코폴라.
- 4월 24일 - 대한민국의 배우 손창민.

### 5월
- 5월 1일 - 대한민국의 전 예천군의원 박종철.
- 5월 2일
  - 도미니카 공화국의 전 야구 선수 펠릭스 호세.
  - 헝가리의 권투 선수 이셔세기 로베르트.
- 5월 3일 - 영국의 배우 롭 브라이던.
- 5월 6일 - 대한민국의 축구 코치 안익수.
- 5월 7일
  - 캐나다의 프로레슬링 선수 오언 하트. (~1999년)
  - 북아일랜드의 축구 선수 노먼 화이트사이드.
- 5월 8일
  - 일본의 만화가 사쿠라 모모코. (~2018년)
  - 일본의 게임 제작자, 감독, 디자이너 이나후네 케이지.
- 5월 9일 - 대한민국의 정치학자 김민전.
- 5월 10일
  - 대한민국의 정치인 서일준.
  - 대한민국의 금융회계사, 정치인 박찬대.
  - 일본의 성우 야나다 키요유키. (~2022년)
- 5월 11일 - 대한민국의 배우 권경하.
- 5월 12일 - 독일의 레슬링 선수 게르하르트 히멜.
- 5월 13일 - 대한민국의 미술가 제이영.
- 5월 15일 - 브라질의 전 축구 선수 하이.
- 5월 16일
  - 대한민국의 정치인 지상욱.
  - 미국의 성우 크리스토퍼 에어스. (~2021년)
- 5월 17일
  - 대한민국의 유도 선수 김재엽.
  - 미국의 싱어송라이터, 작곡가, 프로듀서 트렌트 레즈너.
- 5월 18일 - 대한민국의 정치인 정청래.
- 5월 19일
  - 대한민국의 배우 서현철.
  - 독일의 유도 선수 악셀 로벤슈타인.
- 5월 20일 - 대한민국의 야구 선수 안성수.
- 5월 21일 - 대한민국의 법조인 조은석.
- 5월 23일
  - 일본의 성우 야마구치 캇페이.
  - 스페인의 축구 선수 마누엘 산치스 온티유엘로.
- 5월 24일
  - 대한민국의 배우 김영호.
  - 미국의 배우 존 C. 라일리.
- 5월 25일
  - 대한민국의 배우 백민.
  - 감비아의 대통령 야히아 자메.
- 5월 28일 - 스웨덴의 레슬링 선수 토르비에른 코른바크.
- 5월 29일 - 일본의 전 야구 선수, 현 야구 코치 고다 이사오.
- 5월 31일
  - 대한민국의 배우 최성준.
  - 일본의 성우 소우미 요코.
  - 미국의 배우 브룩 실즈.

### 6월
- 6월 3일 - 덴마크의 배우 코니 닐센.
- 6월 5일 - 미국의 천문학자 마이클 E. 브라운.
- 6월 6일 - 일본의 가수, 성우 오가타 메구미.
- 6월 7일 - 대한민국의 정당, 대학교수 김은경.
- 6월 8일 - 미국의 배우 프랭크 그릴로.
- 6월 10일 - 영국의 배우 엘리자베스 헐리.
- 6월 11일 - 일본의 가수 겸 배우 사와구치 야스코.
- 6월 12일 - 대한민국의 정치인 서흥원.
- 6월 13일 - 마국의 드러머 척 벨러.
- 6월 14일
  - 대한민국의 가수 장혜진.
  - 대한민국의 야구 선수 고정식.
  - 대한민국의 축구 선수 윤상철.
- 6월 15일 - 대한민국의 배우 전해룡.
- 6월 16일 - 대한민국의 변호사 이인형.
- 6월 17일
  - 대한민국의 정치인 유상호.
  - 대한민국의 배우 박현. (~2024년)
- 6월 19일 - 미국의 배우 앤드류 로어.
- 6월 21일
  - 대한민국의 미스코리아 임지연.
  - 미국의 영화감독 라나 워쇼스키.
- 6월 22일 - 독일의 영화감독 우베 볼.
- 6월 24일 - 대한민국의 배우 손현주.
- 6월 27일 - 대한민국의 방송인,언론인 신동욱.
- 6월 30일
  - 대한민국의 배우 조재현.
  - 대한민국의 야구 선수 한용덕.

### 7월
- 7월 2일 - 대한민국의 작가 윤예령.
- 7월 4일
  - 이란의 아시리아계 배우, 작가 로지 말레크요난.
  - 미국의 극작가, 각본가, 배우 트레이시 레츠.
- 7월 5일
  - 대한민국의 정치인 김미경.
  - 대한민국의 정치인 김승수.
- 7월 6일 - 독일의 유도 선수 데틀레프 크노레크.
- 7월 9일
  - 대한민국의 배우 오만석.
  - 대한민국의 의료인 정은경.
- 7월 11일 - 대한민국의 배우 강신조.
- 7월 13일
  - 대한민국의 정치인 오은미.
  - 일본의 가수 나카모리 아키나.
  - 미국의 작가 스콧 스미스.
- 7월 14일 - 대한민국의 경제학자 이영.
- 7월 15일 - 일본의 배우, 성우 니시 린타로.
- 7월 18일
  - 대한민국의 미스코리아 겸 배우 황성임.
  - 불가리아의 메조소프라노 가수 베셀리나 카사로바.
  - 대한민국의 전직 야구 선수 홍성연.
- 7월 20일 - 대한민국의 핸드볼 선수 성경화.
- 7월 22일
  - 대한민국의 정치인 조현일.
  - 미국의 프로레슬링 선수 숀 마이클스.
  - 일본의 성우 츠무라 마코토.
- 7월 23일 - 미국의 기타리스트, 작곡가 슬래시.
- 7월 24일- 대한민국의 검사 출신 변호사 봉욱.
- 7월 25일
  - 대한민국의 가수 이병철.
  - 대한민국의 배우 차미경.
- 7월 26일
  - 미국의 배우 제러미 피번.
  - 우크라이나의 군인 올렉산드르 시르스키.
- 7월 27일
  - 대한민국의 공무원 정승일.
  - 파라과이의 전 축구 선수 호세 루이스 칠라베르트.
- 7월 29일 - 미국의 작가 이창래.
- 7월 30일- 대한민국의 기업인 정명환.
- 7월 31일 - 영국의 해리포터 작가 조앤 롤링.

### 8월
- 8월 1일 - 영국의 영화 감독 샘 멘데스.
- 8월 2일
  - 일본의 야구 선수, 야구 감독 와타나베 히사노부.
  - 대한민국의 야구 선수 김선일.
- 8월 3일
  - 대한민국의 가수 조관우.
  - 일본의 정치인 후루카와 요시히사.
- 8월 4일 - 대한민국의 전 야구 선수 허정욱.
- 8월 5일
  - 대한민국의 정치인 임종성.
  - 일본의 작곡가 사쿠라바 모토이.
- 8월 6일
  - 일본의 야구 선수, 야구 감독 후루타 아쓰야.
  - 일본의 작곡가, 음악 프로듀서 카지우라 유키.
- 8월 7일 - 대한민국의 가수 정의송.
- 8월 10일
  - 대한민국의 전 야구 선수, 현 야구 코치 전종화.
  - 말리의 음악가 투마니 디아바테. (~2024년)
- 8월 11일
  - 미국의 배우 비올라 데이비스.
  - 일본의 게임 제작자, 감독 미카미 신지.
  - 일본의 전 야구 선수 야마모토 마사.
  - 미국의 기업인 더그 바우저.
- 8월 12일
  - 대한민국의 드라마 제작자 임성균.
  - 미국의 배우, 감독 피터 크라우스.
  - 미국의 언어학자 켄 런디.
- 8월 13일 - 대한민국의 전 축구 선수, 축구 지도자 이기근.
- 8월 14일
  - 일본의 싱어송라이터 오카무라 야스유키.
  - 스페인의 축구 선수 마르셀리노 가르시아 토랄.
- 8월 15일
  - 대한민국의 정치인, 현 공주시장 김정섭.
  - 대한민국의 배우 송영재.
  - 대한민국의 울산광역시 울주군의원 김민식.
- 8월 16일 - 대한민국의 전 축구 선수 및 지도자 최영준.
- 8월 17일 - 대한민국의 성우 장혜선.
- 8월 18일
  - 대한민국의 양궁 선수 이홍구.
  - 일본의 성우 오타니 이쿠에.
- 8월 19일
  - 대한민국의 가수 유미리.
  - 미국의 배우 키라 세지윅.
  - 남아프리카공화국의 테너 가수 요한 보타.
- 8월 20일
  - 대한민국의 작곡가 유정연.
  - 미국의 Boogie Down Productions의 멤버 KRS-One.
- 8월 22일
  - 대한민국의 성우 김소형.
  - 캐나다의 성전환 수술 데이비드 라이머. (~2004년)
- 8월 27일
  - 오스트레일리아의 전 축구 선수, 축구 감독 안지 포스테코글루.
  - 미국의 영화 감독, 영화 각본가, 영화 제작자 린 셸턴. (~2020년)
- 8월 28일
  - 캐나다의 가수 샤니아 트웨인.
  - 일본의 만화가 다지리 사토시.
- 8월 29일 - 대한민국의 정치인 신주범. (~2010년)

### 9월
- 9월 1일
  - 대한민국의 배우 겸 방송인 김상중.
  - 대한민국의 의원 서정진.
- 9월 2일
  - 대한민국의 배우 차주옥.
  - 영국의 복싱 선수 레녹스 루이스.
- 9월 3일
  - 미국의 배우 찰리 신.
  - 브라질의 축구 심판 카를루스 이우제니우 시몽.
- 9월 5일
  - 대한민국의 영화감독 이재용.
  - 일본의 배우 나카무라 도루.
- 9월 6일 - 대한민국의 정치인 이훈.
- 9월 7일
  - 대한민국의 쇼트트랙 선수 이준호.
  - 루마니아의 성악가 안젤라 게오르기우.
  - 마케도니아 공화국의 전 축구 선수 다르코 판체프.
- 9월 9일 - 대한민국의 정치인 최재성.
- 9월 10일 - 대한민국의 정치인 김정섭.
- 9월 11일
  - 미국의 전자 음악가 모비.
  - 시리아의 정치인 바샤르 알아사드.
- 9월 12일
  - 대한민국의 정치인 허태정.
  - 러시아의 군인 겐나디 짓코. (~2023년)
- 9월 13일 - 폴란드의 펜싱 선수 아담 크셰신스키.
- 9월 14일
  - 러시아의 대통령 드미트리 메드베데프.
  - 미국의 배우 미셸 스태퍼드.
- 9월 15일 - 일본의 전 야구 선수 고미야마 사토루.
- 9월 16일
  - 대한민국의 성우 김관진. (~2015년)
  - 독일의 축구 선수 카를하인츠 리들레.
- 9월 17일
  - 대한민국의 국회의원, 법조인 정미경.
  - 미국의 배우 카일 챈들러.
  - 미국의 영화감독 브라이언 싱어.
  - 대한민국의 의원 김대현.
  - 일본의 게임 개발자 나카 유지.
- 9월 20일 - 일본의 만화가 타카하시 츠토무.
- 9월 21일 - 오스트레일리아의 배우 데이비드 웨넘.
- 9월 23일
  - 대한민국의 스포츠해설가 강을준.
  - 대한민국의 배우 문희경.
- 9월 24일
  - 대한민국의 성우 이현선.
  - 미국의 드러머, 록 밴드 재닛 와이스.
- 9월 25일
  - 대한민국의 방송인 정은아.
  - 미국의 전 농구 선수 스코티 피펜.
  - 스웨덴의 사격 선수 피아 한센.
- 9월 26일
  - 우크라이나의 대통령 페트로 포로셴코.
  - 대한민국의 변호사 신은숙.
- 9월 28일 - 대한민국의 농구 감독 허재.

### 10월
- 10월 4일
  - 일본의 성우 네야 미치코.
  - 러시아의 사이버 보안전문가 유진 카스퍼스키.
- 10월 5일 - 캐나다의 전 아이스하키 선수, 지도자 파트리크 루아.
- 10월 6일 - 독일의 前 축구 선수 위르겐 콜러.
- 10월 7일 - 대한민국의 영화제작자 강성규.
- 10월 8일
  - 미국의 배우 피터 그린.
  - 미국의 수영 선수 맷 비온디.
  - 핀란드의 레슬링 선수 하리 코스켈라.
- 10월 10일
  - 일본의 음악가 토시.
  - 미국의 배우 크리스 펜.
- 10월 13일 - 대한민국의 배우 김정균.
- 10월 14일
  - 잉글랜드의 배우 스티브 쿠건.
  - 대한민국의 법조인 천종호.
- 10월 15일
  - 대한민국의 정치인 서양호.
  - 대한민국의 정치인 김성환.
- 10월 17일
  - 대한민국의 가수 양수경.
  - 대한민국의 정치인 이상호.
- 10월 18일
  - 대한민국의 배우 송금란.
  - 일본의 변호사 오히라 미쓰요.
- 10월 19일 - 대한민국의 성우 강수진.
- 10월 20일
  - 대한민국의 정치인 박형수.
  - 러시아의 아이스하키 선수 미하일 시탈렌코프.
- 10월 22일 - 대한민국의 가수 가희.
- 10월 23일 - 독일의 권투 선수 안드레아스 췰로.
- 10월 25일
  - 대한민국의 기업인, 정치인 이찬진.
  - 프랑스의 배우 마티외 아말리크.
  - 미국의 레슬링 선수 투 콜드 스콜피오.
- 10월 26일 - 홍콩의 배우, 가수 곽부성.
- 10월 27일
  - 대한민국의 배우 전인화.
  - 미국의 영화 편집자 맷 체세이.
- 10월 28일 - 미국의 배우 제이미 거츠.

### 11월
- 11월 1일 - 대한민국의 배우 이진목.
- 11월 2일
  - 인도의 배우 샤루크 칸.
  - 대한민국의 성우 김순영.
- 11월 3일 - 대한민국의 변호사 노재헌.
- 11월 4일 - 대한민국의 성우 오인성.
- 11월 5일 - 대한민국의 배우 조민기. (~2018년)
- 11월 6일
  - 대한민국의 배우 권해효.
  - 대한민국의 배우 이재구.
  - 대한민국의 축구 선수 김재소.
- 11월 8일 - 대한민국의 트로트가수 한혜진.
- 11월 9일
  - 영국의 베이스바리톤 가수 브린 터펠.
  - 일본의 축구 선수 가지노 사토시.
- 11월 10일
  - 대한민국의 전 변호사 겸 장관 이상민.
  - 대한민국의 성우 황미영.
- 11월 13일 - 일본의 음악가 파타.
- 11월 15일
  - 대한민국의 배우 김뢰하.
  - 대한민국의 정치인 김현.
  - 불가리아의 레슬링 선수 라흐마트 소피아디.
  - 일본의 애니메이터, 디자이너 마츠바라 히데노리.
- 11월 16일 - 대한민국의 대표적인 386가수 안치환.
- 11월 19일 - 프랑스의 전 축구 선수, 현 축구 감독 로랑 블랑.
- 11월 20일
  - 일본의 음악가 요시키.
  - 대한민국의 정치인 조진래. (~2019년)
  - 대한민국의 법조인, 정치인 박민식.
  - 일본의 성우 쿠사오 타케시.
- 11월 21일
  - 아이슬란드의 가수 비요크.
  - 일본의 성우 야마구치 유리코,
- 11월 22일
  - 대한민국의 가수 박미경.
  - 대한민국의 정치인 문대림.
  - 덴마크의 배우 마스 미켈센.
- 11월 23일
  - 대한민국의 성우 김영진.
  - 미국의 종합격투기 선수 돈 프라이.
- 11월 24일 - 대한민국의 가수 강민주.
- 11월 28일 - 대한민국의 정치인 장덕천.
- 11월 29일 - 일본의 가수 오자키 유타카. (~1992년)
- 11월 30일
  - 일본의 황족 아키시노노미야 후미토.
  - 대한민국의 배우 김태형.
  - 대한민국의 기자, 정치인 이훈기.
  - 미국의 배우, 영화감독 벤 스틸러.
  - 미국의 텔레비전 감독, 프로듀서, 각본가 라이언 머피.

### 12월
- 12월 3일 - 동독과 독일의 피겨 스케이팅 선수, 방송인 카타리나 비트.
- 12월 7일
  - 미국의 배우 제프리 라이트.
  - 일본의 배우 카가와 테루유키.
- 12월 8일 - 홍콩의 배우, 가수 류자링.
- 12월 10일 - 대한민국의 핸드볼 선수 김경순.
- 12월 11일 - 미국의 야구 선수 제이 벨.
- 12월 12일 - 대한민국의 가수 유영석.
- 12월 13일 - 대한민국의 가수 이승환.
- 12월 14일 - 대한민국의 정치인 문대림.
- 12월 15일 - 대한민국의 신문 기자, 대학 교수 강미은.
- 12월 16일
  - 대한민국 전직 육상 선수 이영숙.
  - 미국의 권투 선수 로멀리스 엘리스.
  - 일본의 배우, 성우 이누야마 이누코.
- 12월 17일
  - 대한민국의 배우 김의성.
  - 대한민국의 배우 오민애.
- 12월 19일 - 대한민국의 경찰 공무원, 제21대 경찰청장 민갑룡.
- 12월 22일
  - 대한민국의 농부 출신 정치인 박창석.
  - 대한민국의 기자 출신 정치인 전영욱.
  - 대한민국의 쇼핑호스트, 방송인 유난희.
- 12월 24일 - 대한민국의 전 국회의원 이장우.
- 12월 25일
  - 대한민국의 기업인 허선희.
  - 헝가리의 펜싱 선수 너버레테 요제프.
- 12월 26일 - 동독의 수영 선수 카틀렌 노르트. (~2022년)
- 12월 27일
  - 인도의 배우 살만 칸.
  - 대한민국의 가수 김용임.
- 12월 28일
  - 대한민국의 인천광역시의회 의원 임지훈.
  - 대한민국의 언론인 이종훈.
- 12월 29일 - 대한민국의 정치인 안승남.
- 12월 31일
  - 중국의 영화배우 궁리.
  - 미국의 소설가 니컬러스 스파크스.

### 미상
- 대한민국의 배우 공재원.
- 대한민국의 소설가 권여선.
- 대한민국의 미술가 김주현.
- 대한민국의 성우 김호정.
- 대한민국의 언론인 서양원. (~2024년)
- 대한민국의 기업인 김담.
- 대한민국의 전라남도 여수시의원 김상배.
- 대한민국의 아나운서 김수정.
- 대한민국의 축구 선수 김종민.
- 김태훈.
- 대한민국의 승마 선수 박재홍.
- 대한민국의 작가 박지현.
- 대한민국의 축구 선수 이승희.
- 대한민국의 영화 감독 조남호.
- 일본의 만화가 다카하시 히로시.

## 사망

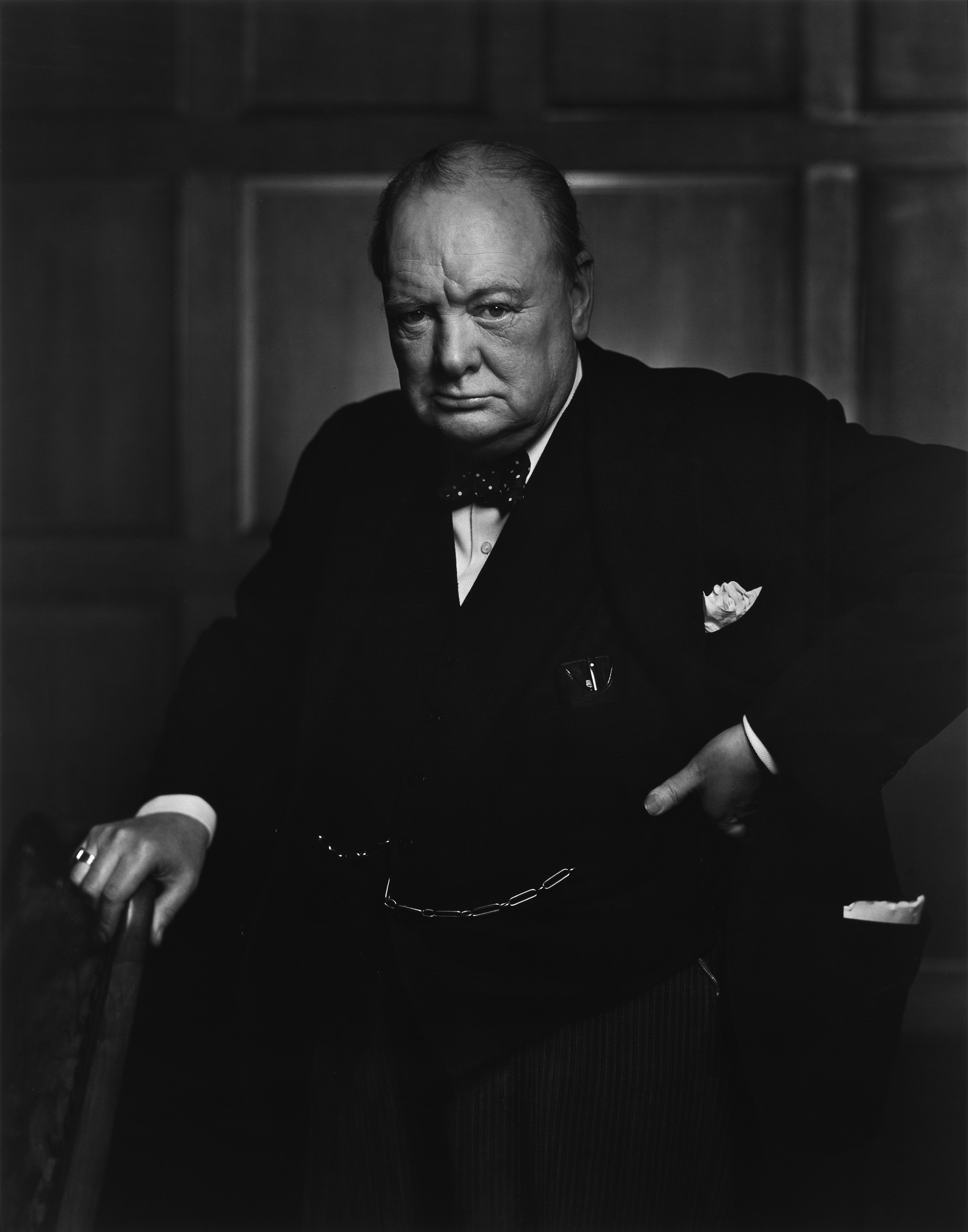
윈스턴 처칠

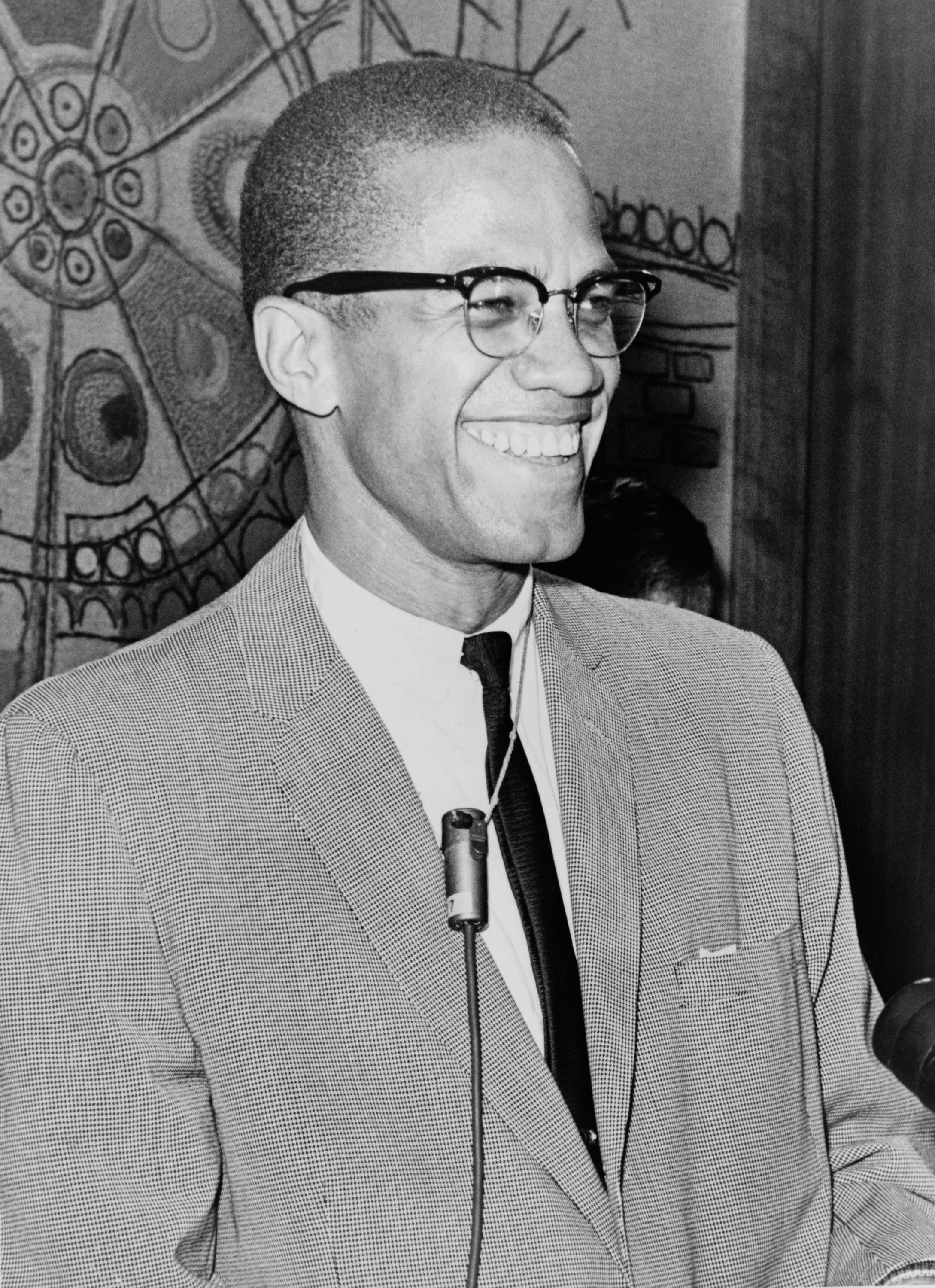
맬컴 엑스

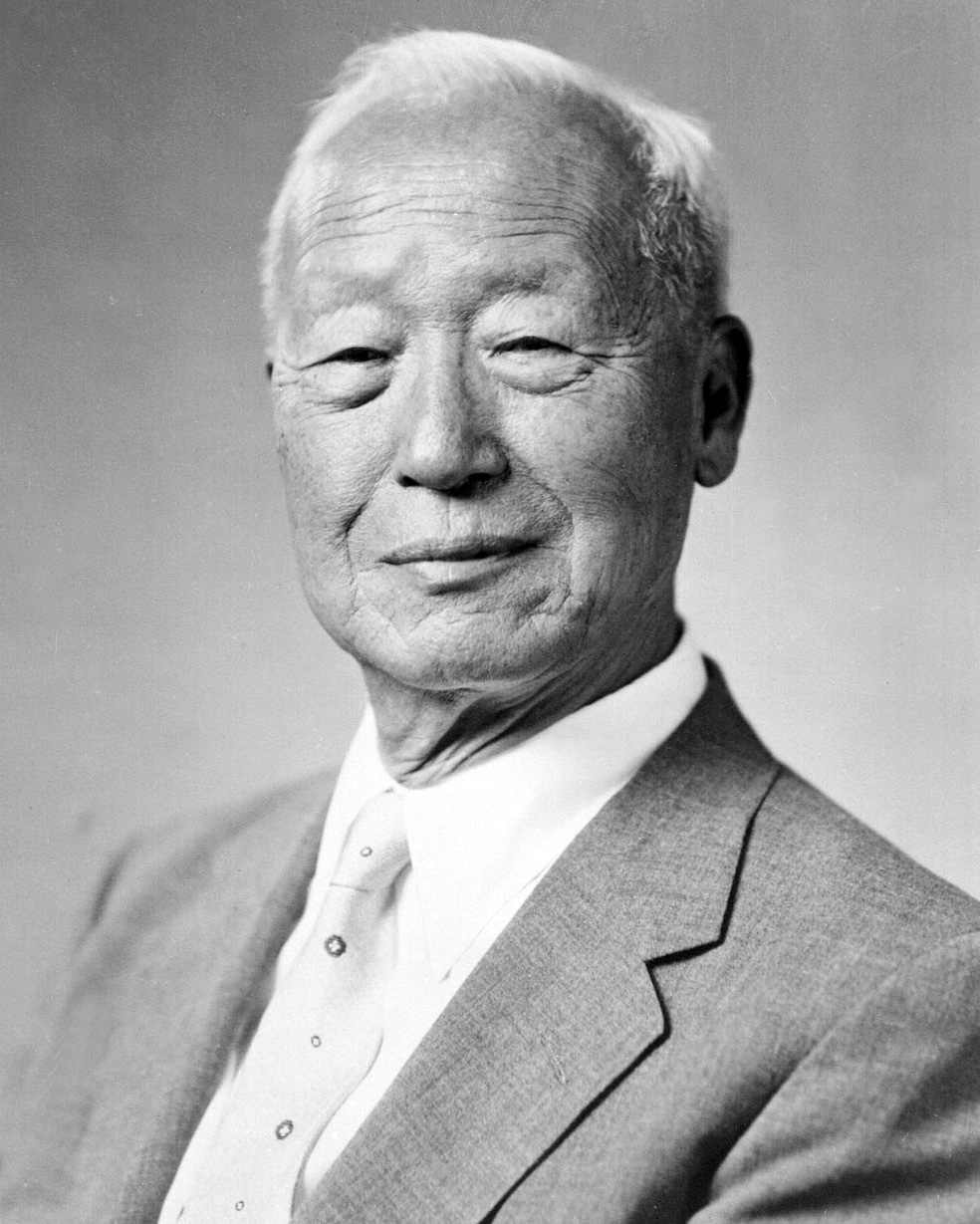
이승만

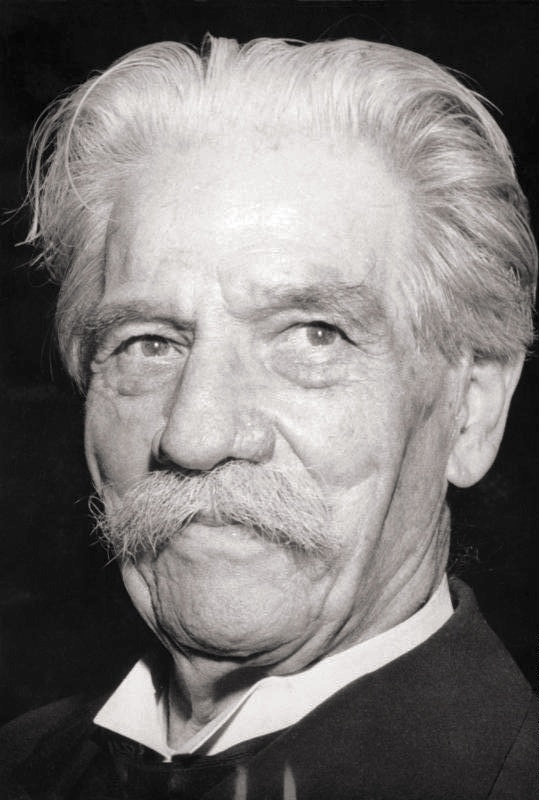
알베르트 슈바이처

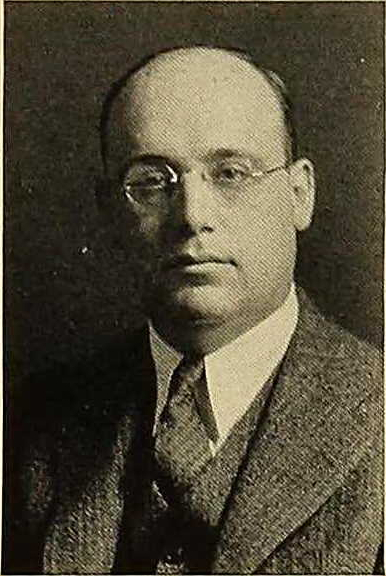
제시 더글러스

- 1월 4일 - 영국의 시인, 평론가 T. S. 엘리엇. (1888년~)
- 1월 10일 - 대한민국의 수필가 전혜린. (1934년~)
- 1월 24일 - 영국의 전총리 윈스턴 처칠. (1874년~)
- 2월 21일 - 미국의 흑인 인권 운동가 맬컴 엑스. (1925년~)
- 3월 16일 - 대한민국의 법조인 김홍섭. (1915년~)
- 4월 11일 - 대한민국의 가수 이난영 (1916년~)
- 5월 6일 - 대한민국의 화가 박수근. (1914년~)
- 6월 7일 - 미국의 배우 주디 홀리데이. (1921년~)
- 7월 19일 - 대한민국의 제1~3대 대통령 이승만. (1875년~)
- 7월 23일 - 대한민국의 작곡가 윤용하. (1922년~)
- 8월 13일 - 일본의 정치가, 총리 대신 이케다 하야토. (1899년~)
- 9월 4일 - 독일 출신 프랑스의 의사, 음악가, 철학자, 신학자, 루터교 목사 알베르트 슈바이처. (1875년~)
- 9월 16일 - 대한민국의 작곡가 안익태. (1906년~)
- 10월 2일 - 폴란드의 경제학자 오스카르 랑게. 1904년~)
- 10월 4일 - 대한민국의 군인 강재구. (1937년~)
- 10월 7일 - 미국의 수학자, 필즈상 수상자 제시 더글러스. (1897년~)

## 노벨상
- 문학상 : 미하일 숄로호프
- 물리학상 : 줄리언 S. 슈윙거, 리처드 파인만, 도모나가 신이치로
- 생리학 및 의학상 : 프랑수아 자코브, 자크 모노, 앙드레 르보프
- 평화상 : 유엔 아동 기금
- 화학상 : 로버트 B. 우드워드

## 달력
| 1월 |    |    |    |    |    |    |
| 일  | 월 | 화 | 수 | 목 | 금 | 토 |
|     |    |    |    |    | 1  | 2  |
| 3   | 4  | 5  | 6  | 7  | 8  | 9  |
| 10  | 11 | 12 | 13 | 14 | 15 | 16 |
| 17  | 18 | 19 | 20 | 21 | 22 | 23 |
| 24  | 25 | 26 | 27 | 28 | 29 | 30 |
| 31  |    |    |    |    |    |    |

| 2월 |    |    |    |    |    |    |
| 일  | 월 | 화 | 수 | 목 | 금 | 토 |
|     | 1  | 2  | 3  | 4  | 5  | 6  |
| 7   | 8  | 9  | 10 | 11 | 12 | 13 |
| 14  | 15 | 16 | 17 | 18 | 19 | 20 |
| 21  | 22 | 23 | 24 | 25 | 26 | 27 |
| 28  |    |    |    |    |    |    |

| 3월 |    |    |    |    |    |    |
| 일  | 월 | 화 | 수 | 목 | 금 | 토 |
|     | 1  | 2  | 3  | 4  | 5  | 6  |
| 7   | 8  | 9  | 10 | 11 | 12 | 13 |
| 14  | 15 | 16 | 17 | 18 | 19 | 20 |
| 21  | 22 | 23 | 24 | 25 | 26 | 27 |
| 28  | 29 | 30 | 31 |    |    |    |

| 4월 |    |    |    |    |    |    |
| 일  | 월 | 화 | 수 | 목 | 금 | 토 |
|     |    |    |    | 1  | 2  | 3  |
| 4   | 5  | 6  | 7  | 8  | 9  | 10 |
| 11  | 12 | 13 | 14 | 15 | 16 | 17 |
| 18  | 19 | 20 | 21 | 22 | 23 | 24 |
| 25  | 26 | 27 | 28 | 29 | 30 |    |

| 5월 |    |    |    |    |    |    |
| 일  | 월 | 화 | 수 | 목 | 금 | 토 |
|     |    |    |    |    |    | 1  |
| 2   | 3  | 4  | 5  | 6  | 7  | 8  |
| 9   | 10 | 11 | 12 | 13 | 14 | 15 |
| 16  | 17 | 18 | 19 | 20 | 21 | 22 |
| 23  | 24 | 25 | 26 | 27 | 28 | 29 |
| 30  | 31 |    |    |    |    |    |

| 6월 |    |    |    |    |    |    |
| 일  | 월 | 화 | 수 | 목 | 금 | 토 |
|     |    | 1  | 2  | 3  | 4  | 5  |
| 6   | 7  | 8  | 9  | 10 | 11 | 12 |
| 13  | 14 | 15 | 16 | 17 | 18 | 19 |
| 20  | 21 | 22 | 23 | 24 | 25 | 26 |
| 27  | 28 | 29 | 30 |    |    |    |

| 7월 |    |    |    |    |    |    |
| 일  | 월 | 화 | 수 | 목 | 금 | 토 |
|     |    |    |    | 1  | 2  | 3  |
| 4   | 5  | 6  | 7  | 8  | 9  | 10 |
| 11  | 12 | 13 | 14 | 15 | 16 | 17 |
| 18  | 19 | 20 | 21 | 22 | 23 | 24 |
| 25  | 26 | 27 | 28 | 29 | 30 | 31 |

| 8월 |    |    |    |    |    |    |
| 일  | 월 | 화 | 수 | 목 | 금 | 토 |
| 1   | 2  | 3  | 4  | 5  | 6  | 7  |
| 8   | 9  | 10 | 11 | 12 | 13 | 14 |
| 15  | 16 | 17 | 18 | 19 | 20 | 21 |
| 22  | 23 | 24 | 25 | 26 | 27 | 28 |
| 29  | 30 | 31 |    |    |    |    |

| 9월 |    |    |    |    |    |    |
| 일  | 월 | 화 | 수 | 목 | 금 | 토 |
|     |    |    | 1  | 2  | 3  | 4  |
| 5   | 6  | 7  | 8  | 9  | 10 | 11 |
| 12  | 13 | 14 | 15 | 16 | 17 | 18 |
| 19  | 20 | 21 | 22 | 23 | 24 | 25 |
| 26  | 27 | 28 | 29 | 30 |    |    |

| 10월 |    |    |    |    |    |    |
| 일   | 월 | 화 | 수 | 목 | 금 | 토 |
|      |    |    |    |    | 1  | 2  |
| 3    | 4  | 5  | 6  | 7  | 8  | 9  |
| 10   | 11 | 12 | 13 | 14 | 15 | 16 |
| 17   | 18 | 19 | 20 | 21 | 22 | 23 |
| 24   | 25 | 26 | 27 | 28 | 29 | 30 |
| 31   |    |    |    |    |    |    |

| 11월 |    |    |    |    |    |    |
| 일   | 월 | 화 | 수 | 목 | 금 | 토 |
|      | 1  | 2  | 3  | 4  | 5  | 6  |
| 7    | 8  | 9  | 10 | 11 | 12 | 13 |
| 14   | 15 | 16 | 17 | 18 | 19 | 20 |
| 21   | 22 | 23 | 24 | 25 | 26 | 27 |
| 28   | 29 | 30 |    |    |    |    |

| 12월 |    |    |    |    |    |    |
| 일   | 월 | 화 | 수 | 목 | 금 | 토 |
|      |    |    | 1  | 2  | 3  | 4  |
| 5    | 6  | 7  | 8  | 9  | 10 | 11 |
| 12   | 13 | 14 | 15 | 16 | 17 | 18 |
| 19   | 20 | 21 | 22 | 23 | 24 | 25 |
| 26   | 27 | 28 | 29 | 30 | 31 |    |

### 음양력 대조 일람
| 음력월 | 월건 | 대소 | 음력 1일의 양력 월일 | 음력 1일 간지 |
| ------ | ---- | ---- | -------------------- | ------------- |
| 1월    | 무인 | 소   | 2월 2일              | 정해          |
| 2월    | 기묘 | 대   | 3월 3일              | 병진          |
| 3월    | 경진 | 소   | 4월 2일              | 병술          |
| 4월    | 신사 | 대   | 5월 1일              | 을묘          |
| 5월    | 임오 | 소   | 5월 31일             | 을유          |
| 6월    | 계미 | 소   | 6월 29일             | 갑인          |
| 7월    | 갑신 | 대   | 7월 28일             | 계미          |
| 8월    | 을유 | 소   | 8월 27일             | 계축          |
| 9월    | 병술 | 소   | 9월 25일             | 임오          |
| 10월   | 정해 | 대   | 10월 24일            | 신해          |
| 11월   | 무자 | 대   | 11월 23일            | 신사          |
| 12월   | 기축 | 대   | 12월 23일            | 신해          |